# 18 mai 1973
Le vendredi 18 mai 1973 est le 138e jour de l'année 1973.

## Naissances
- Anouar Ben Khelifa, homme politique tunisien
- Brigitte Gothière, directrice de l'association L214
- Clementina Cantoni, juriste italienne
- Darren Van Impe, joueur de hockey sur glace canadien
- Donyell Marshall, joueur de basket-ball américain
- Frédérick Durand, écrivain canadien
- Geoffray Toyes, footballeur français
- Jordi Mayoral, athlète espagnol
- Julien Prunet (mort le 28 mai 2002), journaliste français
- Kaz Hayashi, catcheur japonais
- Matthieu Paley, photographe français
- Nessym Guetat, acteur belge
- Paul Galles, théologien et homme politique luxembourgeois
- Pegguy Arphexad, footballeur français
- Petr Pešl, volleyeur tchèque
- Raoul Savoy, entraîneur suisse de football
- Saskia Mulder, actrice néerlandaise
- Sergueï Dolidovich, fondeur biélorusse
- Brian Heffron, catcheur américain
- Tohru Ukawa, pilote de vitesse moto japonais

## Décès
- İbrahim Kaypakkaya (né en 1949), révolutionnaire marxiste turc
- Abraham Shlonsky (né le 6 mars 1900), poète israélien
- Chaudhry Khaliquzzaman (né le 25 décembre 1889), homme politique pakistanais
- Dieudonné Costes (né le 14 novembre 1892), aviateur français
- Francis Carpenter (né le 9 mai 1910), acteur américain
- Jeannette Rankin (née le 11 juin 1880), première femme élue à la Chambre des représentants américaine

## Événements
- Élections législatives camerounaises de 1973
- 1re cérémonie des Saturn Awards
- Création de la société japonaise Hudson Soft
- Création du Parc provincial Elk Lakes
- Début de Tour d'Italie 1973
- Publication de l'album Yessongs du groupe Yes